# Saison 2015-2016 de l'équipe de France de rugby à sept
Cette page présente la saison 2015-2016 de l'équipe de France de rugby à sept en World Rugby Sevens Series et autres compétitions internationales.

## Effectif
La liste suivante indique les quatorze joueurs qui sont sous contrat avec la Fédération française de rugby.
| Nom                   | Poste            | Naissance        | Tournois joués (Pts marqués) | Club | Année de 1re sélection |
| --------------------- | ---------------- | ---------------- | ---------------------------- | ---- | ---------------------- |
| Jérémy Aicardi        | Centre           | 26 novembre 1988 | 6 (10)                       | FFR  | 2013                   |
| Steeve Barry          | Centre           | 18 avril 1991    | 31 (204)                     | FFR  | 2010                   |
| Terry Bouhraoua       | Demi de mêlée    | 26 août 1987     | 31 (820)                     | FFR  | 2010                   |
| Julien Candelon       | Ailier           | 8 juillet 1980   | 27 (444)                     | FFR  | 2005                   |
| Damien Cler           | Ailier           | 2 octobre 1983   | 1 (0)                        | FFR  | 2015                   |
| Manoël Dall'Inga      | Talonneur        | 12 mars 1985     | 41 (205)                     | FFR  | 2011                   |
| Alexandre Gracbling   | Talonneur        | 8 avril 1996     | 2 (5)                        | FFR  | 2015                   |
| Vincent Inigo         | Demi de mêlée    | 10 février 1983  | 28 (90)                      | FFR  | 2005                   |
| Pierre-Gilles Lakafia | Talonneur        | 12 mars 1987     | 13 (35)                      | FFR  | 2010                   |
| Jonathan Laugel       | Pilier           | 30 janvier 1993  | 31 (70)                      | FFR  | 2011                   |
| Jean-Baptiste Mazoué  | Pilier           | 18 mai 1991      | - (100)                      | FFR  | 2011                   |
| Stephen Parez         | Demi d'ouverture | 1er août 1994    | 15 (157)                     | FFR  | 2012                   |
| Virimi Vakatawa       | Ailier           | 1er mai 1992     | 11 (180)                     | FFR  | 2013                   |
| Sacha Valleau         | Pilier           | 8 octobre 1996   | 2 (0)                        | FFR  | 2015                   |

Mais en fonction des absences, des joueurs de rugby à XV sont régulièrement appelés pour disputer un tournoi. C'est le cas notamment de Arthur Retière, Sofiane Guitoune, Arthur Bonneval, Fulgence Ouedraogo, Rémy Grosso, Romain Martial, Virgile Bruni et Marvin O'Connor.
Joueurs ayant disputé au moins un tournoi des World Series 2015-2016
- Jean-Pascal Barraque (Londres) de l'Atlantique stade rochelais
- Arthur Bonneval (Hong Kong, Singapour et Londres) du Stade toulousain
- Virgile Bruni (Sydney) du RC Toulon
- Sofiane Guitoune (Las Vegas) de l'Union Bordeaux-Bègles
- Arthur Retière (Wellington, Sydney, Las Vegas et Londres) du Racing 92
- Flugence Ouedraogo (Wellington) du Montpellier HR
- Romain Martial (Wellington et Sydney) du Castres olympique
- Martin Laveau (Sydney) de l'Aviron bayonnais
- Théo Millet (Vancouver et Londres) du Stade français

## Parcours dans lesWorld Rugby Sevens Series

### Tournée africaine

#### Dubaï
| Poule C          | Poule C  | Challenge Trophy | Challenge Trophy |
| Adversaire       | Résultat | Adversaire       | Résultat         |
| ---------------- | -------- | ---------------- | ---------------- |
| Nouvelle-Zélande | 14-21    | Russie           | 38-5             |
| États-Unis       | 26-21    | Kenya            | 33-7             |
| Portugal         | 35-7     | Écosse           | 24-14            |

| Classement final | Points | Évolution classement |
| ---------------- | ------ | -------------------- |
| 9e               | 8      | 10e                  |

#### Le Cap
| Poule D          | Poule D  | Cup            | Cup      |
| Adversaire       | Résultat | Adversaire     | Résultat |
| ---------------- | -------- | -------------- | -------- |
| Nouvelle-Zélande | 14-19    | Fidji          | 17-14    |
| Samoa            | 22-19    | Afrique du Sud | 12-21    |
| Canada           | 26-26    | Kenya          | 28-26    |

| Classement final | Points | Évolution classement |
| ---------------- | ------ | -------------------- |
| 3e               | 17     | 6e                   |

### Tournée océanienne

#### Wellington
| Poule C    | Poule C  | Challenge Trophy | Challenge Trophy |
| Adversaire | Résultat | Adversaire       | Résultat         |
| ---------- | -------- | ---------------- | ---------------- |
| Angleterre | 14-17    | Japon            | 14-19            |
| Samoa      | 28-12    | Portugal         | 22-17            |
| États-Unis | 21-29    | Russie           | 14-7             |

| Classement final | Points | Évolution classement |
| ---------------- | ------ | -------------------- |
| 13e              | 3      | 9e                   |

#### Sydney
| Poule C    | Poule C  | Challenge trophy | Challenge trophy |
| Adversaire | Résultat | Adversaire       | Résultat         |
| ---------- | -------- | ---------------- | ---------------- |
| Argentine  | 7-17     | Écosse           | 19-22            |
| Fidji      | 5-49     | Pays de Galles   | 5-22             |
| Samoa      | 14-29    | -                | -                |

| Classement final | Points | Évolution classement |
| ---------------- | ------ | -------------------- |
| 15e              | 1      | 9e                   |

### Tournée nord-américaine

#### Las Vegas
| Poule C    | Poule C  | Challenge Trophy | Challenge Trophy |
| Adversaire | Résultat | Adversaire       | Résultat         |
| ---------- | -------- | ---------------- | ---------------- |
| Argentine  | 7-26     | Angleterre       | 21-19            |
| Fidji      | 12-42    | Russie           | 15-14            |
| Samoa      | 31-17    | Pays de Galles   | 14-28            |

| Classement final | Points | Évolution classement |
| ---------------- | ------ | -------------------- |
| 10e              | 7      | 9e                   |

#### Vancouver
| Poule C          | Poule C  | Cup        | Cup      |
| Adversaire       | Résultat | Adversaire | Résultat |
| ---------------- | -------- | ---------- | -------- |
| États-Unis       | 14-42    | Kenya      | 24-21    |
| Nouvelle-Zélande | 10-24    | Argentine  | 19-17    |
| Angleterre       | 12-14    | Canada     | 17-19    |

| Classement final | Points | Évolution classement |
| ---------------- | ------ | -------------------- |
| 9e               | 7      | 10e                  |

### Tournée asiatique

#### Hong Kong
| Poule A          | Poule A  | Challenge trophy | Challenge trophy |
| Adversaire       | Résultat | Adversaire       | Résultat         |
| ---------------- | -------- | ---------------- | ---------------- |
| Nouvelle-Zélande | 17-19    | Corée            | 45-0             |
| Samoa            | 12-24    | Argentine        | 14-17            |
| Kenya            | 17-10    | -                | -                |

| Classement final | Points | Évolution classement |
| ---------------- | ------ | -------------------- |
| 11e              | 5      | 11e                  |

#### Singapour
| Poule A          | Poule A  | Challenge trophy | Challenge trophy |
| Adversaire       | Résultat | Adversaire       | Résultat         |
| ---------------- | -------- | ---------------- | ---------------- |
| Nouvelle-Zélande | 24-0     | Kenya            | 7-28             |
| États-Unis       | 19-17    | Samoa            | 7-21             |
| Canada           | 26-19    | -                | -                |

| Classement final | Points | Évolution classement |
| ---------------- | ------ | -------------------- |
| 8e               | 10     | 10e                  |

### Tournée européenne

#### Paris
| Poule D    | Poule D  | Cup        | Cup      |
| Adversaire | Résultat | Adversaire | Résultat |
| ---------- | -------- | ---------- | -------- |
| Canada     | 42-5     | Kenya      | 24-5     |
| États-Unis | 24-12    | Fidji      | 5-22     |
| Argentine  | 26-14    | Argentine  | 26-17    |

| Classement final | Points | Évolution classement |
| ---------------- | ------ | -------------------- |
| 3e               | 17     | 10e                  |

#### Londres
| Poule C    | Poule C  | Cup        | Cup      |
| Adversaire | Résultat | Adversaire | Résultat |
| ---------- | -------- | ---------- | -------- |
| Écosse     | 14-14    | Fidji      | 7-40     |
| Portugal   | 45-14    | Argentine  | 5-31     |
| Kenya      | 29-12    | -          | -        |

| Classement final | Points | Évolution classement |
| ---------------- | ------ | -------------------- |
| 8e               | 10     | 11e                  |

### Classement final
| Légende                                                                                      |
| -------------------------------------------------------------------------------------------- |
| Qualifié pour l'édition 2016-2017                                                            |
| Relégué                                                                                      |
| Equipe non permanente                                                                        |
| Abréviations : - T : tenant du titre - P : promu - Q : qualifié pour 2016-2017 via Hong Kong |

| Classement 2015-2016 | Classement 2015-2016 | Classement 2015-2016 | Classement 2015-2016 | Classement 2015-2016 | Classement 2015-2016 | Classement 2015-2016 | Classement 2015-2016 | Classement 2015-2016 | Classement 2015-2016 | Classement 2015-2016 | Classement 2015-2016 | Classement 2015-2016 |
| Pos.                 | Pays                 | Émirats arabes unis  | Afrique du Sud       | Nouvelle-Zélande     | Australie            | États-Unis           | Canada               | Hong Kong            | Singapour            | France               | Angleterre           | Total                |
| -------------------- | -------------------- | -------------------- | -------------------- | -------------------- | -------------------- | -------------------- | -------------------- | -------------------- | -------------------- | -------------------- | -------------------- | -------------------- |
| Médaille d'or        | Fidji (T)            | 22                   | 13                   | 17                   | 17                   | 22                   | 15                   | 22                   | 19                   | 19                   | 15                   | 181                  |
| Médaille d'argent    | Afrique du Sud       | 13                   | 22                   | 19                   | 15                   | 17                   | 19                   | 17                   | 17                   | 13                   | 19                   | 171                  |
| Médaille de bronze   | Nouvelle-Zélande     | 15                   | 10                   | 22                   | 22                   | 13                   | 22                   | 19                   | 12                   | 10                   | 13                   | 158                  |
| 4                    | Australie            | 12                   | 10                   | 13                   | 19                   | 19                   | 17                   | 15                   | 10                   | 12                   | 7                    | 134                  |
| 5                    | Argentine            | 10                   | 19                   | 12                   | 13                   | 10                   | 5                    | 8                    | 15                   | 15                   | 12                   | 119                  |
| 6                    | États-Unis           | 17                   | 12                   | 10                   | 10                   | 15                   | 12                   | 12                   | 7                    | 5                    | 17                   | 117                  |
| 7                    | Kenya                | 5                    | 15                   | 10                   | 12                   | 10                   | 1                    | 10                   | 22                   | 10                   | 3                    | 98                   |
| 8                    | Angleterre           | 19                   | 7                    | 15                   | 10                   | 1                    | 5                    | 13                   | 5                    | 7                    | 10                   | 92                   |
| 9                    | Samoa                | 10                   | 3                    | 8                    | 7                    | 3                    | 13                   | 5                    | 13                   | 22                   | 5                    | 89                   |
| 10                   | Écosse               | 7                    | 8                    | 7                    | 5                    | 5                    | 10                   | 7                    | 8                    | 8                    | 22                   | 87                   |
| 11                   | France               | 8                    | 17                   | 3                    | 1                    | 7                    | 7                    | 5                    | 10                   | 17                   | 10                   | 85                   |
| 12                   | Pays de Galles       | 5                    | 5                    | 1                    | 3                    | 8                    | 10                   | 10                   | 2                    | 2                    | 8                    | 54                   |
| 13                   | Canada               | 3                    | 5                    | 5                    | 8                    | 2                    | 8                    | 2                    | 1                    | 1                    | 5                    | 40                   |
| 14                   | Russie (P)           | 1                    | 2                    | 2                    | 2                    | 5                    | 3                    | 3                    | 3                    | 5                    | 2                    | 28                   |
| 15                   | Japon (Q)            | 2                    | -                    | 5                    | 1                    | 12                   | -                    | -                    | 1                    | -                    | -                    | 21                   |
| 15                   | Portugal             | 1                    | 1                    | 1                    | 5                    | 1                    | 2                    | 1                    | 5                    | 3                    | 1                    | 21                   |
| 17                   | Brésil               | -                    | -                    | -                    | -                    | -                    | 1                    | -                    | -                    | 1                    | 1                    | 3                    |
| 18                   | Zimbabwe             | -                    | 1                    | -                    | -                    | -                    | -                    | -                    | -                    | -                    | -                    | 1                    |
| 18                   | Corée du Sud         | -                    | -                    | -                    | -                    | -                    | -                    | 1                    | -                    | -                    | -                    | 1                    |

## Parcours dans lesSeven's Grand Prix Series

### Moscou
Pour ce tournoi, la France est représentée par l'équipe nationale universitaire qui prépare la WUC (coupe du monde universitaire).
| Poule A               | Poule A  | Cup                    | Cup      |
| Adversaire            | Résultat | Adversaire             | Résultat |
| --------------------- | -------- | ---------------------- | -------- |
| Pologne               | 29-12    | Grande-Bretagne royals | 17-15    |
| Grande-Bretagne lions | 7-36     | Allemagne              | 19-14    |
| Portugal              | 14-12    | Russie                 | 7-24     |

| Classement final | Points | Évolution classement |
| ---------------- | ------ | -------------------- |
| 2e               | 18     | 2e                   |

### Exeter
Le tournoi d'Exeter voit en revanche une équipe avec plusieurs cadres jouer le tournoi, qui précède l'annonce définitive de la liste de joueurs pour JO.
| Poule A                | Poule A  | Cup                    | Cup      |
| Adversaire             | Résultat | Adversaire             | Résultat |
| ---------------------- | -------- | ---------------------- | -------- |
| Pologne                | 38-12    | Italie                 | 10-5     |
| Portugal               | 35-7     | Espagne                | 31-0     |
| Grande-Bretagne royals | 10-17    | Grande-Bretagne royals | 17-33    |

| Classement final | Points | Évolution classement |
| ---------------- | ------ | -------------------- |
| 2e               | 18     | 1er                  |

### Gdynia
Sur ce tournoi c'est l'équipe de France développement qui représente la France, les joueurs de l'équipe senior, qui ont participé au tournoi anglais, étant en train de préparer les Jeux olympiques. Bien que les performances de cette équipe de France ne soient pas au même niveau que celles des tours précédents (la France finit 7e), certains jeunes joueurs s'illustrent, comme Alexandre Lagarde, qui rejoindra plus tard les joueurs sous contrat avec la FFR pour jouer les World Rugby Sevens Series.
| Poule A               | Poule A  | Cup        | Cup      |
| Adversaire            | Résultat | Adversaire | Résultat |
| --------------------- | -------- | ---------- | -------- |
| Pologne               | 40-19    | Espagne    | 12-15    |
| Géorgie               | 31-14    | Italie     | 0-28     |
| Grande-Bretagne lions | 12-26    | Allemagne  | 26-17    |

| Classement final | Points | Évolution classement |
| ---------------- | ------ | -------------------- |
| 7e               | 8      | 4e                   |

### Classement final
| No | Équipe                 | Moscou | Exeter | Gdynia | Total |
| -- | ---------------------- | ------ | ------ | ------ | ----- |
| 1  | Grande-Bretagne Royals | 12     | 20     | 20     | 52    |
| 2  | Russie                 | 20     | 14     | 16     | 50    |
| 3  | Grande-Bretagne Lions  | 16     | 12     | 18     | 46    |
| 4  | France                 | 18     | 18     | 8      | 44    |
| 5  | Espagne                | 8      | 16     | 14     | 38    |
| 6  | Allemagne              | 14     | 10     | 6      | 30    |
| 7  | Géorgie                | 10     | 6      | 10     | 26    |
| 8  | Italie                 | 4      | 8      | 12     | 24    |
| 9  | Portugal               | 6      | 4      | 3      | 13    |
| 10 | Belgique               | 3      | 3      | 4      | 10    |
| 11 | Pologne                | 2      | 2      | 2      | 6     |
| 12 | Lituanie               | 1      | 1      | 1      | 3     |

Les deux sélections de la Grande-Bretagne n'étant pas reconnues comme pays, la Russie est titrée et donc médaillée d'or, alors que la France et l'Espagne obtiennent respectivement les médailles d'argent et de bronze du championnat d'Europe. L'Allemagne, quatrième, et l'Espagne, troisième, sont qualifiées pour la prochaine édition du tournoi de qualification du Hong Kong Sevens qui permet à l'équipe vainqueur d'obtenir son statut d'équipe permanente en World Series. 
| Légende                                    |
| ------------------------------------------ |
| Vainqueur                                  |
| Qualifié pour le tournoi de Hong Kong 2017 |
| Relégué                                    |

## Parcours auxJeux olympiques

### Effectif pour les jeux
L'équipe de France de rugby à sept qui participe pour la première fois à l'épreuve olympique,, tournoi conclu à la 7e place.

### Résultats
Si le parcours de la France reste mitigé dans ce tournoi, avec la défaite en quart de finale contre le Japon, il est aussi marqué par un double exploit face à l'Australie et notamment une performance individuelle remarquable du capitaine français Terry Bouhraoua qui marque le premier essai en rugby à sept aux Jeux olympiques contre l'Australie, et termine aussi meilleur marqueur de la compétition.
| Poule B        | Poule B  | Cup              | Cup      |
| Adversaire     | Résultat | Adversaire       | Résultat |
| -------------- | -------- | ---------------- | -------- |
| Australie      | 31-14    | Japon            | 7-12     |
| Afrique du Sud | 0-26     | Nouvelle-Zélande | 19-24    |
| Espagne        | 26-5     | Australie        | 12-10    |

### Classement final
| Rang | Équipe           |
| ---- | ---------------- |
| 1    | Fidji            |
| 2    | Grande-Bretagne  |
| 3    | Afrique du Sud   |
| 4    | Japon            |
| 5    | Nouvelle-Zélande |
| 6    | Argentine        |
| 7    | France           |
| 8    | Australie        |
| 9    | États-Unis       |
| 10   | Espagne          |
| 11   | Kenya            |
| 12   | Brésil           |